# Osmotherley (Cumbria)
Pour les articles homonymes, voir Osmotherley.
Osmotherley est une paroisse civile de Cumbria, située dans le nord-ouest de l'Angleterre.